# Imposition du prix de revente
En organisation industrielle et en droit de la concurrence, l'imposition du prix de revente désigne la situation où un producteur peut choisir le prix auquel un détaillant donné peut vendre un bien donné aux consommateurs. Il peut s'agir selon les cas d'un prix plancher, d'un prix plafond ou de la combinaison des deux.
Cette pratique est souvent désignée par son acronyme anglais RPM (Resale Price Maintenance).